# 小栗了
小栗 了（おぐり りょう、1976年9月5日 - ）は、日本の演出家、舞台監督、実業家。東京都出身で、2001年から2006年までは俳優として活動していた。
俳優業を退いてからは、演出家や舞台監督として活動する小栗哲家（実父）の下で、舞台作品の演出に従事。現在は、ファイズマンクリエイティブに所属しながら、株式会社NACの代表取締役社長を務める。実弟は俳優の小栗旬。

## 来歴
1995年に映画監督を志し、アメリカの大学に留学。大学では映画学部に所属し、演出や演技について学ぶ。2001年に日本へ帰国したことを機に、俳優としての活動を開始。蜷川幸雄が演出を手がけた舞台『間違いの喜劇』や映画『イントゥ・ザ・サン』などの作品に出演した。2006年に俳優活動から引退したことを機に、アートクリエーション（哲家が代表を務めるオペラ制作会社）へ入社。翌2007年に、アートクリエイションからの会社分割方式で株式会社NACが設立されたことを機に、同社の代表取締役社長に就任した。2007年よりシルク・ドゥ・ソレイユシアター東京の立ち上げに携わり、2011年の閉鎖まで日本スタッフ代表を務めた。以降、多数の企業のイベントやクラシックコンサートなどの演出の手がけている。2019年4月19日に、ファイズマンクリエイティブへ所属したことを発表。同年3月16日から埼玉県飯能市で営業しているムーミンバレーパークでは、「エンマの劇場」で上演されるショーなどの演出に携わっている。

## 人物
アメリカへの留学中に旬が俳優として日本国内で一気にブレイクを果たしたことから、日本への帰国を経て、25歳から俳優業をスタート。旬が子役から演劇のキャリアを積んできたにもかかわらず、「旬ができるなら俺もできるかも」といった軽いきっかけで始めたことなどが災いして、実際にはほとんどお呼びが掛からなかった。蜷川の演出で旬を初めて主演（アンティフォラス兄弟の弟役）と座長に起用した『間違いの喜劇』では、ラストシーンだけ「双子の兄」（アンティフォラス兄弟の兄）役として旬と共に出演することを蜷川から直々に打診。さらに、稽古へ合流した直後に旬がインフルエンザへ感染したことから、旬の代役を急遽任された。代役への起用に際しては、旬に割り当てられていたアンティフォラス弟役の膨大な台詞を1日で覚えることを蜷川から要求。他の俳優から羨ましがられるほどのチャンスでもあったが、この要求に応えられないまま稽古に臨んだことが蜷川の逆鱗に触れたため、本番では体調を戻した旬が1人2役でアンティフォラス兄弟を演じた。了自身も双子以外の役で出演できたものの、「旬の台詞を覚え切れずに主役を逃したことは、演出家に転じてからもトラウマになっている」とのことで、「弟が主演と座長を初めて任されていた舞台作品で、弟の役を自分で奪い取るだけの心の準備ができていなかった」と述懐している。
俳優業からの引退を決めたきっかけに、明石家さんまや実父の哲家から掛けられた言葉を挙げている。さんまからは、食事を共にした際に「夢に向かって好きなことをやれば良い。女はすぐ裏切るが、夢は裏切らない」と言われたため、「輝いている人を支える仕事をしたい」と考えるようになったという。また、哲家からは、「表（に出る仕事）より裏（方の仕事）が絶対に向いている」「小栗家に俳優は2人も要らない」と言われ続けていた。もっとも、哲家は2020年11月30日放送の『1分間の深イイ話』（日本テレビ）で了と共に羽鳥慎一からのインタビューを受けた際に、そのような言葉を旬が発していたことを告白。了が『間違いの喜劇』への出演中に大部屋で他のキャストをまとめている姿を見たことをきっかけに、「お互いに競い合っている役者の世界に兄貴が行くと、競争がなくなってしまう」として、哲家を通じて制作の仕事への転身を勧めていたことも明かしている。
演出家としては、俳優としての旬に敬意を示しつつ、制作現場でスタッフ全員の名前を覚えるなどの細かな気遣いに徹している。

## 出演

### テレビドラマ
- 取調室 第19作「未亡人が暴く仮面夫婦の18年間 死者からの着信記録と強盗犯発生で勾留8日で取調べ中止」（2003年5月27日） - 唐津警察署 刑事

### 映画
- イントゥ・ザ・サン（2005年）

### 声優
- 劇場版 鋼の錬金術師 シャンバラを征く者（2005年7月23日）[7]

### 舞台
- 幻に心もそぞろ狂おしのわれら将門（2005年2月5日 - 28日）
- 彩の国シェイクスピア・シリーズ第15弾「間違いの喜劇」（2006年2月24日 - 26日）

### ラジオ
- 水曜夜の小栗了（2020年4月 - 、発するFM）

## 演出
- サントリー1万人の第九 - 音楽監督を務める実父の哲家と共に担当。第31回（2013年）から第35回（2017年）までの公演では羽鳥を総合司会、第35回公演では実弟の旬を朗読ゲストに迎えている。
- LEGEND SYMPHONY vol.1 hide（2016年5月13日）[8][9]
- FANTASIA -EPISODE 1 PRINCESS KAGUYA-（2017年11月18日） [10][11]
- 巌流島 OUT ENEMY 2018 in MAIHAMA（2018年1月3日）
- 千葉ロッテマリーンズ試合前・開幕戦セレモニー（2018年3月30日）[12][13]
- 尾上松也オリジナル公演「百傾繚乱」（2018年7月21日・22日）[14]
- WINTER WONDERLAND in MOOMINVALLEY PARK（2020年1月16日 - 3月8日）[4]
- DINO-A-LIVE PREMIUM TIME DIVER タイムダイバー （2021年10月29日 - 2022年1月10日）
- 群盗 （2022年2月24日 - 2月27日）